# Szmrecsán
Szmrecsán (szlovákul Smrečany) község Szlovákiában, a Zsolnai kerületben, a Liptószentmiklósi járásban.

## Fekvése
Liptószentmiklóstól 5 km-re északra, a Nyugati-Tátra lábánál, a Szmrecsányi-patak partján fekszik. A szomszédos Zsárral teljesen egybeépült.

## Története
Környéke már a vaskorban is lakott volt, a közeli Hrádok-dombon kora vaskori erődítmény maradványaira bukkantak, leletei az i.e. 5.-6. századból valók és a lausitzi kultúrához tartoznak.
A mai település a 13. században keletkezett, Bohumir és Szerafin comes birtoka, majd utódaiké a Szmrecsányi családé. A család Liptó vármegye egyik legjelentősebb családja volt, az évszázadok során is birtokos maradt a vármegyében. A község első temploma a 13. században még fából épült. 1272-1290-ben és 1299-ben „Zemerchen” alakban jegyzik. 1299-ben „Zemerchen” néven egy birtokvita kapcsán említik először. Az oklevél a Szentiványi család levéltárából származik. A 14. század közepén épült fel a Szűz Mária tiszteletére szentelt gótikus templom, mely ma is dísze a községnek. A templom Simon nevű papját 1346-ban említik. 1349-ben „Szmercen”, „Szmrchan”, „Szmrecsan”, „Szemeretsen”, 1352-ben „Scemerchen”, 1422-ben „Zemrechan”, „Zemrechen”, 1447-ben „Szmreczano”, 1460-ban „Smereczany” alakban szerepel a korabeli forrásokban. 1574-ben a templom az evangélikusoké lett és csak 1707-ben szerezték vissza a katolikusok. 1588-ban 14, 1596-ban 20 ház állt a faluban. A 16. század végén 16 lakóházán kívül nemesi kúria, uradalmi malom, templom és plébánia állt a községben. Ezzel Szmrecsány akkoriban a környék legnagyobb településének számított. A 18. században határában vasat bányásztak, a falu lakói vászonszövéssel is foglalkoztak. 1715-ben 23 adózója volt. 1784-ben 66 házában 526 lakos élt.
A 18. század végén Vályi András így ír róla: „SZMERCSÁN. Tót falu Liptó Várm. földes Ura Szmercsányi Uraság, lakosai külömbfélék, fekszik N. Bobróczhoz nem meszsze, mellynek filiája; határja jó, fele soványabb, javai külömbfélék.”
A 19. században sokan dolgoztak kőművesként nagy magyarországi építkezéseken, főként Budapesten. 1828-ban 65 háza volt 614 lakossal. Lakói főként a közeli vasérc bányákban dolgoztak.
Fényes Elek 1851-ben kiadott geográfiai szótárában így ír a faluról: „Szmrecsán, tót falu, Liptó vármegyében, 93 kath., 521 evang. lak. Kath. filial. templom. Van 2 kastélya, savanyuviz forrása a Kárpátok tövében; s nevezetes vászonszövése. F. u. Szmrecsányi család. Ut. p. Okolicsna.”
1900 és 1906 között Szmrecsányi Arisztid Liptó vármegye főispáni tisztségét töltötte be. A trianoni diktátumig Liptó vármegye Liptószentmiklósi járásához tartozott.
1944. október 28-án a németek a falu egy részét felégették és még 1945 elején is ádáz harcok dúltak birtoklásáért.

## Népessége
| Év:            | 1994. | 2004.   | 2014.   | 2024.    |
| -------------- | ----- | ------- | ------- | -------- |
| Emberek száma: | 612   | 621     | 623     | 704      |
| Eltérés:       |       | +1,47 % | +0,32 % | +13,00 % |

| Év:            | 2023. | 2024.   |
| -------------- | ----- | ------- |
| Emberek száma: | 701   | 704     |
| Eltérés:       |       | +0,42 % |

1910-ben 553, túlnyomórészt szlovák anyanyelvű lakosa volt.
2001-ben 616 lakosából 609 szlovák volt.
2011-ben 625 lakosából 604 szlovák volt.

## Neves személyek
- Itt született 1880-ban Vladimír Pavel Čobrda szlovákiai evangélikus püspök.

## Nevezetességei
- Római katolikus temploma a Gyertyaszentelő Boldogasszonynak van szentelve, már a 13. században állott, ekkor még fatemplom volt. A 14. század közepén kőből építették fel; a 15. században, az 1517 előtti években, majd a 20. század közepén átépítették. Egyhajós templom sokszögzáródású szentéllyel. Középkori freskók díszítik, melyek a 14. század második feléből származnak. Késő gótikus szárnyasoltára 1480 körül készült, mellékoltárai 1510 körül készültek. A templomot 1954-55-ben restaurálták. Keresztelőmedencéje gótikus, kórusát népi festmények díszítik. Barokk orgonája 1750 körül készült. Harangját 1509-ben öntötték. 1574 és 1707 között evangélikus templomként szolgált.
- Evangélikus temploma 1880-ban épült.
- A Szmrecsányi család kastélya a 18. század közepén épült barokk stílusban, 1810-ben klasszicista stílusban átépítették, ma szociális otthon.

## Külső hivatkozások
- Hivatalos oldal
- Nemhivatalos oldal
- E-obce.sk Archiválva 2008. február 7-i dátummal a Wayback Machine-ben
- Községinfó
- Szmrecsán Szlovákia térképén